# Фрумушей
Фрумушей (рум. Frumușei) — село у повіті Горж в Румунії. Входить до складу комуни Лікуріч.
Село розташоване на відстані 201 км на захід від Бухареста, 32 км на південний схід від Тиргу-Жіу, 63 км на північ від Крайови.

## Населення
За даними перепису населення 2002 року у селі проживали 349 осіб, з них 348 осіб (99,7%) румунів. Усі жителі села рідною мовою назвали румунську.